# Alicia Lourteig
Alicia Lourteig est une botaniste argentine, née le 17 décembre 1913 à Buenos Aires et morte le 30 juillet 2003.

## Biographie
Elle fait ses études en Argentine et y obtient son doctorat de biochimie et de pharmacie à la faculté des sciences médicales de Buenos Aires en 1946. Lourteig travaille à l’Institut Miguel Lillo de Tucumán de 1938 à 1946. De 1938 à 1946, elle travaille à l’Institut Darwinion et travaille sur de grands herbiers comme ceux des Jardins botaniques royaux de Kew (1948 à 1950), de Stockholm (1950-1951), de Copenhague (1951), de Boston (1952-1953) ou de Washington (1953).
À la demande de Jean-Henri Humbert (1887-1967), elle est recrutée au CNRS en 1955 et travaille dès lors au laboratoire de phanérogamie du Muséum national d'histoire naturelle. Elle devient maître de recherche en 1979.
Si elle commence à travailler d’abord sur la flore d’Argentine, elle étend ses recherches sur des familles des régions néotropicales et tempérées. Elle participe notamment au supplément complétant et mettant à jour la Flore de France d’Hippolyte Coste (1858-1924).
Elle participe à l’activité de nombreuses sociétés savantes dont la Société de biogéographie et participe à la revue Lilloa.
Elle participe aux travaux de rédaction du Code international de la nomenclature botanique. Lourteig travaille notamment sur des herbiers historiques comme ceux d’Aimé Bonpland (1773-1858), de José Celestino Mutis (1732-1808) ou principalement de Charles Plumier (1646-1704). Outre des missions en Amérique du Sud, elle étudie la flore présente sur les Terres australes et antarctiques françaises (son nom a été donné à un lac des îles Kerguelen). Une vingtaine de taxons lui ont été dédiés. Elle est l’auteur de plus de 200 publications.

## Source
- C. Sastre (2003). Alicia Lourteig (1913-2003). Adansonia, série 3, 25 (2) : 149-150.

Lourteig est l’abréviation botanique standard de Alicia Lourteig.
Consulter la liste des abréviations d'auteur en botanique ou la liste des plantes assignées à cet auteur par l'IPNI, la liste des champignons assignés par MycoBank, la liste des algues assignées par l'AlgaeBase et la liste des fossiles assignés à cet auteur par l'IFPNI.
- Notices d'autorité :   - VIAF
  - ISNI
  - IdRef
  - LCCN
  - GND
  - Italie
  - Espagne
  - Pays-Bas
  - Israël
  - NUKAT
  - WorldCat